# Тържишче (община Рогашка Слатина)
Вижте пояснителната страница за други значения на Тържишче.
Тържишче (на словенски: Tržišče) е село в Словения, Савински регион, община Рогашка Слатина. Според Националната статистическа служба на Република Словения през 2002 г. селото има 172 жители.